# موشق آقایان
موشق قازاروسی آقایان (ارمنی: Մուշեղ Ղազարոսի Աղայան؛ زاده ۱۷ نوامبر ۱۸۸۳ - درگذشته ۱۱ سپتامبر ۱۹۶۶) آهنگساز، آموزش موسیقی، موسیقی‌شناس و خواننده باریتون اهل ارمنستان بود. وی بین سال‌های - تا - میلادی فعالیت می‌کرد.

## زندگی‌نامه
وی در ۱۷ نوامبر ۱۸۸۳ در تفلیس در به دنیا آمد. قازاروس آقایان پدر وی بود. وی از مدرسه نرسیسیان، کنسرواتوار سن پترزبورگ (۱۹۱۱) و کنسرواتوار دولتی چایکوفسکی مسکو (۱۹۳۰) فارغ‌التحصیل گشت. وی عضو اتحادیه آهنگسازان ارمنستان بود. وی همچنین برنده جوایزی همچون چهره هنری شایسته ارمنستان شوروی (۱۹۳۹) شد. وی در ۱۱ سپتامبر ۱۹۶۶ در سن ۸۲ سالگی در ایروان درگذشت.